# Кожохіна Інга Андріївна
І́нга Андрі́ївна Кожох́іна (нар. 1987) — українська гімнастка. Майстер спорту України міжнародного класу з художньої гімнастики.

## Життєпис
Народилася 1987 року в місті Лозова. Випускниця Інституту здоров'я, спорту і туризму. Представляла місто Харків.
Срібна призерка чемпіонату Європи-2001.
Чемпіонка світу-2002.
Учасниця літніх Олімпійських ігор-2004 — у групових вправах були 9-ми — вона та Дзюбчук Олена Володимирівна; Карабаш Єлизавета Юріївна; Паслась Оксана Володимирівна.
Срібна й бронзова призерка на Всесвітній універсіаді-2005. Чемпіонка й срібна призерка у групових вправах 2007 року.